# Jakubowice (Włoszczowa)
Pour les articles homonymes, voir Jakubowice.
Jakubowice est une localité polonaise de la gmina de Kluczewsko, située dans le powiat de Włoszczowa en voïvodie de Sainte-Croix.